# Papillolejeunea touwii
Papillolejeunea touwii là một loài Rêu trong họ Lejeuneaceae. Loài này được Pocs mô tả khoa học đầu tiên năm 1997.